# Huangjin, Guangdong
Huangjin är en köping i sydöstra Kina. Den ligger i Fengshun härad i staden Meizhou i provinsen Guangdong, omkring 330 kilometer öster om provinshuvudstaden Guangzhou. Antalet invånare är 24 017. Befolkningen består av 12 208 kvinnor och 11 809 män. Barn under 15 år utgör 26,0 %, vuxna 15-64 år 62 %, och äldre över 65 år 10,0 %.